# Neoclytus longipes
Neoclytus longipes är en skalbaggsart som först beskrevs av Dru Drury 1773.  Neoclytus longipes ingår i släktet Neoclytus och familjen långhorningar.
Artens utbredningsområde är Kuba. Inga underarter finns listade i Catalogue of Life.